# Udo de Aquisgrán

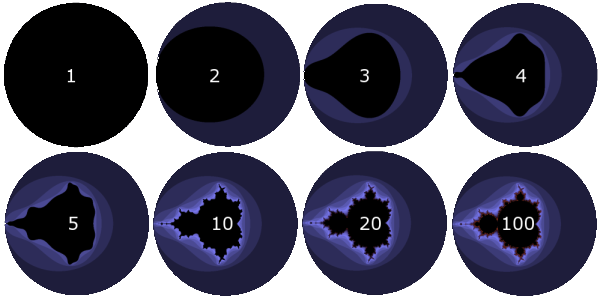
Secuencia de formación de un conjunto de Mandelbrot.

Udo de Aquisgrán (1200-1270) es un monje ficticio, creación del escritor británico Ray Girvan, quien lo presentó como una broma científica en un artículo con imágenes supuestamente antiguas, el día del «Pescado de abril» de 1999.
Según el artículo, Udo fue un místico y poeta cuya obra se musicalizó en el famoso O Fortuna del Carmina Burana de Carl Orff, en realidad labor de varios goliardos itinerantes, y hallada  en el monasterio benedictino alemán de la abadía de Bura Sancti Benedicti (Kloster Benediktbeuern). 
Udo también era, según la broma, un ilustrador y teólogo que supuestamente descubrió los conjuntos de Mandelbrot unos 700 años antes del nacimiento de Benoît Mandelbrot, ingeniero en IBM, que descubrió los conjuntos en 1976. Sus obras fueron presuntamente redescubiertas por el también ficticio Bob Schipke, matemático de Harvard, que vio una imagen del conjunto de Mandelbrot en una miniatura de un cancionero navideño del siglo XIII. 
El supuesto hallazgo del monje fue presentado con presunción de credibilidad, porque a menudo los monjes medievales, como casi únicos poseedores del saber, descubrieron algunas teorías científicas y matemáticas, pero las ocultaron o dejaron de lado debido a la persecución. Además, su difusión, antes de la invención de la imprenta era difícil. Ray Girvan intenta legitimar estas sugerencias asociando a Udo con otros descubrimientos más legítimos cuyo autor era un adelantado a su tiempo en términos de una teoría científica. 
Otro aspecto del engaño es la afirmación de que era muy común que los matemáticos anteriores al siglo XX gastasen increíbles cantidades de tiempo en cálculos manuales, como una tabla de logaritmos o de las funciones trigonométricas. El cálculo de todos los puntos de un conjunto de Mandelbrot es una actividad comparable en tediosidad, pero podría ser rutinaria para las personas de la época. Muchos monjes del siglo XIII pasaban gran parte de su tiempo haciendo algunos cálculos aparentemente sin sentido. Mientras la broma se consideró real, este hecho aumentó la confianza en la exactitud de la historia.

## Influencia
La broma de Udo es considerado un ejemplo de paradigma de fraude científico, al mostrar un artículo perfectamente coherente y formateado, con visos de verdad, pero tan falso como «encontrar una referencia a Bill Gates en los manuscritos del Mar Muerto». El caso se suele presentar como ejemplo a los estudiantes de que la presencia de bibliografía no es ninguna garantía indiscutible de veracidad, pues esta puede ser también un fraude.